# Hiob Magdeburg

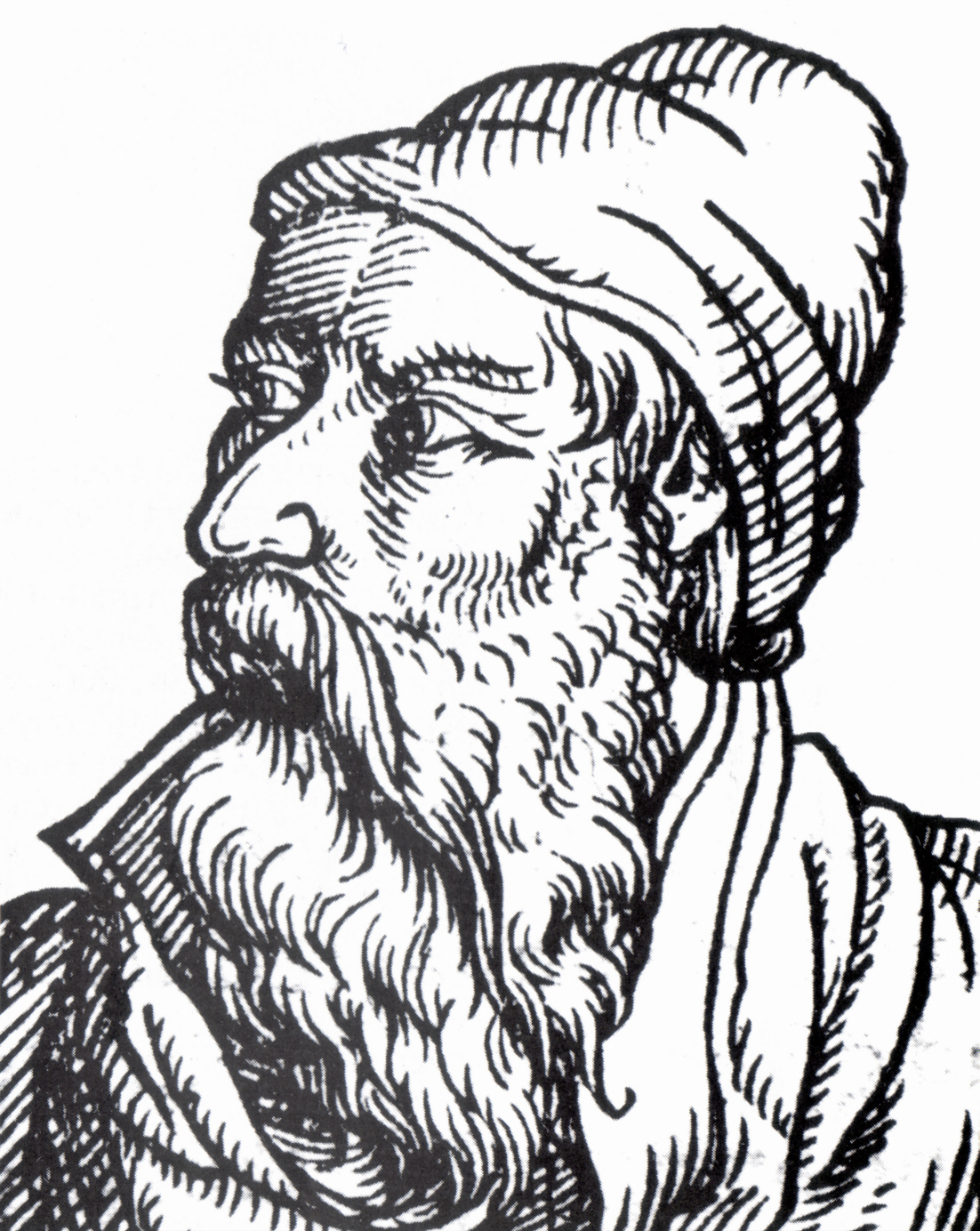
Hiob Magdeburg

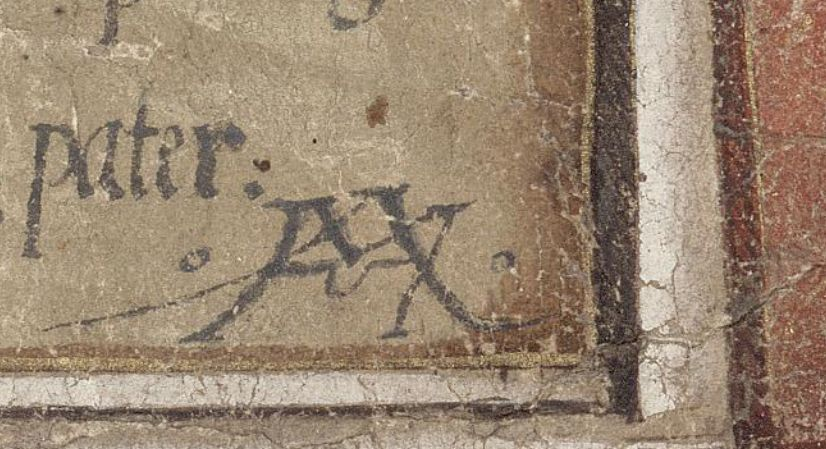
Hiob Magdeburgs Signet auf der Karte des Kurfürstentums Sachsen von 1566

Hiob Magdeburg (auch Jobus und Magdeburger; * 1518 in Annaberg; † 20. Februar 1595 in Freiberg) war ein deutscher Theologe, Pädagoge, Kartograph und Humanist der Reformationszeit.

## Leben
Hiob Magdeburg ist Sohn des sächsischen Münzmeisters und Stempelschneiders Hieronymus Magdeburg, sein Großvater Paul Magdeburg war Bürgermeister von Freiberg. Nach dem Schulbesuch in seiner Heimatstadt ist Magdeburg bereits 1537 als Lehrer in Annaberg bezeugt. 1540 war er in Wittenberg an der philosophischen Fakultät eingeschrieben, und ab 1541 war er Lehrer an der Fürstenschule St. Afra in Meißen. Seit 1543 Tertius (Subrektor) an St. Afra, wurde er 1569 wegen seiner Parteinahme für Matthias Flacius als Gnesiolutheraner entlassen. 
1570 wurde er Rektor des Katharineums in Lübeck, wo er jedoch nur bis 1574 blieb. Auch hier war er in theologische Auseinandersetzungen verwickelt und wurde des Manichäismus beschuldigt. Er ging als Rektor an die fürstliche Lateinschule (heute: Fridericianum Schwerin) nach Schwerin und wurde 1576 Erzieher der mecklenburgischen Prinzen.
1592 ist er wieder in Sachsen bezeugt, und zwar als Privatlehrer in Annaberg und Freiberg.

## Karten

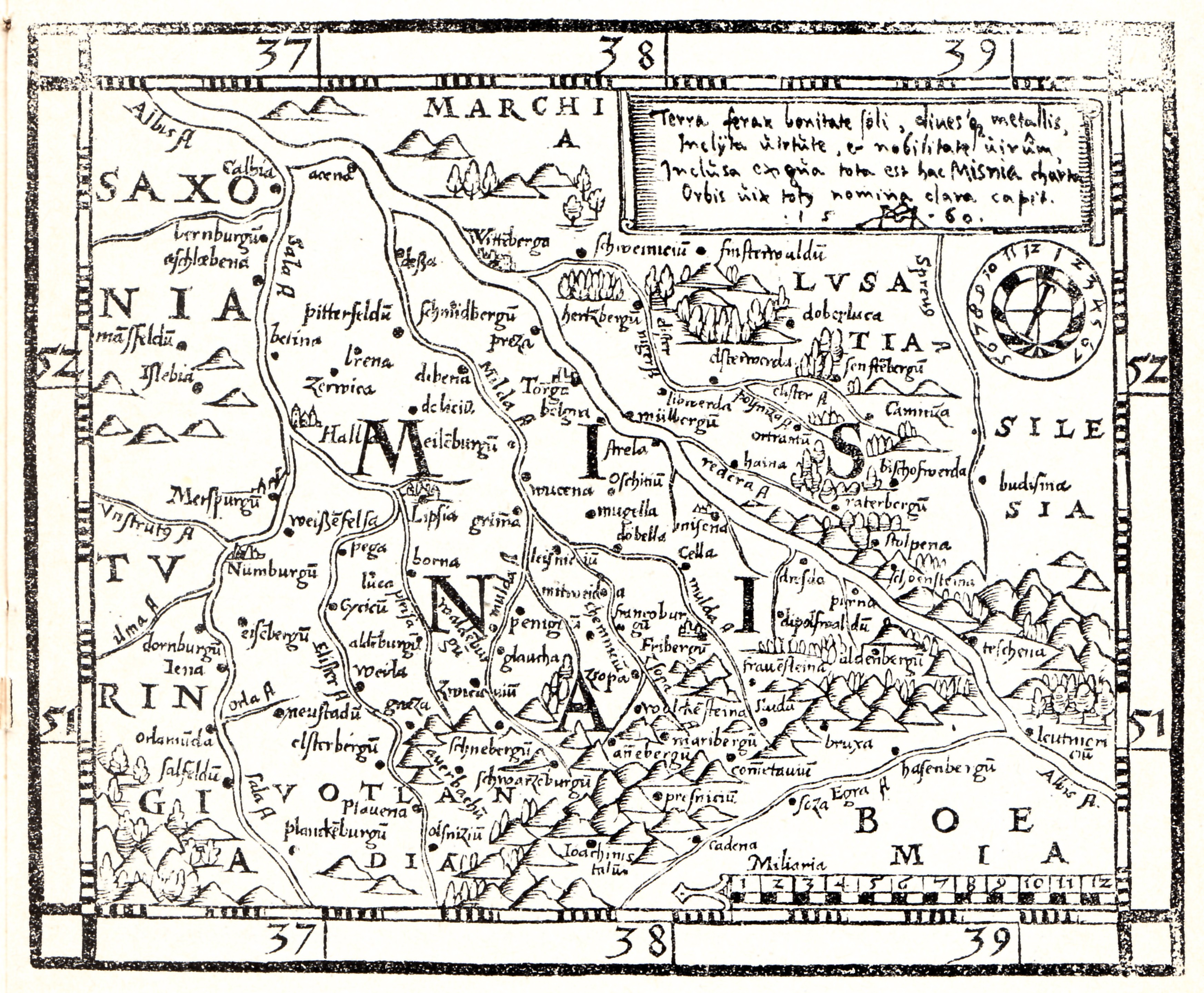
Hiob Magdeburgs Karte der Markgrafschaft Meißen von 1560

Die älteste Karte der Markgrafschaft Meißen, ein Holzschnitt von 134 Millimetern Breite und 122 Millimetern Höhe, schuf Hiob Magdeburg. Er monogrammierte und datierte seine Arbeit oben rechts auf das Jahr 1560. Das einzig erhaltene Exemplar wurde 1913 zufällig in der Ratsschulbibliothek Zwickau aufgefunden.
Magdeburgs wichtigste Hinterlassenschaft ist nicht theologischer oder pädagogischer Natur, sondern ein kartographisches Werk. 1566, während seiner Zeit an St. Afra in Meißen, fertigte er im Auftrag des Kurfürsten August von Sachsen die Duringische und Meisnische Landtaffel an, ein Kartengemälde, dessen Maßstab ca. 1:215.000 beträgt. Die Karte zeigt die wettinischen Lande und diente als Unikat ausschließlich internen fürstlichen Zwecken. Bereits im ältesten Kunstkammerinventar von 1587 ist sie nachgewiesen. Das eigentliche Kartenbild wird von einem 10 cm breiten Fries mit 46 Fürstenporträts umrahmt. Der abgebildete geographische Raum reicht im Norden bis Magdeburg, Zossen und Teupitz, im Osten bis Sommerfeld (Lubsko) und Zittau, im Süden bis Eger und im Westen bis Salzungen und Goslar. Über 500 Siedlungen lassen sich auf der Karte nachweisen. Sie wurden entsprechend ihrer administrativen Bedeutung und unter Berücksichtigung der Einwohnerzahlen mit unterschiedlich großen Vignetten in die Karte eingetragen. Heute wird die Karte, die 1945 einen schweren Wasserschaden erlitten hat, in der SLUB Dresden aufbewahrt und ist als Digitalisat online zugänglich (siehe Weblinks).
Hiob Magdeburg hat nach Auffassung von Axelle Chassagnette mit seinen Karten von 1560 und 1566 „den ersten wichtigen Anlauf [gemacht], verlässliche Karten des Landes herzustellen“.